# Frederico II de Celje
Frederico II de Celje (em esloveno:  Friderik II. Celjski; em alemão:  Friedrich II Graf von Cilli) (17 de janeiro de 1379 – 13 ou 20 de junho de 1454) foi um Conde de Celje e bano da Croácia, Eslavônia e Dalmácia. 
Frederico era filho de Herman II de Celje com sua esposa Ana de Schaunberg. Se casou com Elizabeta de Frankopan e após assassiná-la em 1422 se casou com Verónica de Desenice.
- Este artigo foi inicialmente traduzido, total ou parcialmente, do artigo da Wikipédia em inglês cujo título é «Frederick II, Count of Celje».